# Momoiro Clover Z
Momoiro Clover Z (ももいろクローバーZ, Momoiro Kurōbā Zetto, literalment "el trèvol rosa Z") és un grup femení de pop japonès, creat el 2008.

## Membres
| Nom                         | Data de naixement              | Color  | Notes             |
| --------------------------- | ------------------------------ | ------ | ----------------- |
| Kanako Momota (百田 夏菜子) | 12 de juliol de 1994 (30 anys) | Roig   | Líder             |
| Shiori Tamai (玉井 詩織)    | 4 de juny de 1995 (29 anys)    | Groc   | Sobrenom: Shiorin |
| Ayaka Sasaki (佐々木 彩夏)  | 11 de juny de 1996 (28 anys)   | Rosa   | Sobrenom: Ārin    |
| Reni Takagi (高城 れに)     | 21 de juny de 1993 (31 anys)   | Porpra | Ex-líder          |

### Membres anteriors
| Nom                        | Data de naixement            | Color | Notes            |
| -------------------------- | ---------------------------- | ----- | ---------------- |
| Akari Hayami (早見 あかり) | 17 de març de 1995 (30 anys) | Blau  | Sobrenom: Akarin |
| Momoka Ariyasu (有安 杏果) | 15 de març de 1995 (30 anys) | Verd  |                  |

Altres
- Runa Yumikawa (弓川 留奈, va néixer el 4 de febrer de 1994)
- Tsukina Takai (高井 つき奈, va néixer el 6 de juliol de 1995)
- Miyū Wagawa (和川 未優, va néixer el 19 de desembre de 1993)
- Manami Ikura (伊倉 愛美, va néixer el 4 de febrer de 1994)
- Sumire Fujishiro (藤白 すみれ, va néixer el 8 de maig de 1994)
- Yukina Kashiwa (柏 幸奈, va néixer el 12 d'agost de 1994)

## Discografia

### Senzills
| Nº                                 | Títol | Data de llançament     | Posicions en llista         | Posicions en llista     | Certificació (RIAJ)   | Àlbum                   |                       |                       |
| Nº                                 | Títol | Data de llançament     | Oricon Weekly Singles Chart | Billboard Japan Hot 100 | Certificació (RIAJ)   | Àlbum                   |                       |                       |
| Senzills independents              | Senzills independents | Senzills independents  | Senzills independents       | Senzills independents   | Senzills independents | Senzills independents   | Senzills independents | Senzills independents |
| ---------------------------------- | --- | ---------------------- | --------------------------- | ----------------------- | --------------------- | ----------------------- | --------------------- | --------------------- |
| 1                                  | "Momoiro Punch" (ももいろパンチ, Momoiro Panchi)                                                                                        | 5 d'agost de 2009      | 23                          | —                       |                       | Iriguchi no Nai Deguchi |                       |                       |
| 2                                  | "Mirai e Susume!" (未来へススメ！) | 11 de novembre de 2009 | 11                          | —                       |                       | Iriguchi no Nai Deguchi |                       |                       |
| Senzills amb una gran discogràfica | |                        |                             |                         |                       |                         |                       |                       |
| 1                                  | "Ikuze! Kaitō Shōjo" (行くぜっ！怪盗少女) - Rellançat el 26 de setembre de 2012 sota el títol de "Ikuze! Kaitō Shōjo ~Special Edition~" | 5 de maig de 2010      | 3 7*                        | 19 29*                  |                       | Battle and Romance      |                       |                       |
| 2                                  | "Pinky Jones" (ピンキージョーンズ, Pinkī Jōnzu)                                                                                         | 10 de novembre de 2010 | 8                           | 28                      |                       | Battle and Romance      |                       |                       |
| 3                                  | "Mirai Bowl / Chai Maxx" (ミライボウル/Chai Maxx, Mirai Bōru / Chai Makkusu)                                                            | 7 de març de 2011      | 3                           | 12                      |                       | Battle and Romance      |                       |                       |
| 4                                  | "Z Densetsu: Owarinaki Kakumei" (Z伝説 ～終わりなき革命～)                                                                              | 6 de juliol de 2011    | 5                           | 22                      |                       | Battle and Romance      |                       |                       |
| 5                                  | "D' no Junjō" (D'の純情) | 6 de juliol de 2011    | 6                           | 59                      |                       | Battle and Romance      |                       |                       |
| 6                                  | "Rōdō Sanka" (労働賛歌) | 23 de novembre de 2011 | 7                           | 13                      |                       | 5th Dimension           |                       |                       |
| 7                                  | "Mōretsu Uchū Kōkyōkyoku Dai 7 Gakushō "Mugen no Ai"" (猛烈宇宙交響曲・第七楽章「無限の愛」)                                            | 7 de març de 2012      | 5                           | 2                       | Or                    | 5th Dimension           |                       |                       |
| 8                                  | "Otome Sensō" (Z女戦争) | 27 de juny de 2012     | 3                           | 3                       | Or                    | 5th Dimension           |                       |                       |
| —                                  | "Nippon Egao Hyakkei" (ニッポン笑顔百景) - Publicat sota el nom del grup Momoclo Tei Ichimon (桃黒亭一門)                               | 5 de setembre de 2012  | 6                           | —                       |                       | —                       |                       |                       |
| 9                                  | "Saraba, Itoshiki Kanashimitachi yo" (サラバ、愛しき悲しみたちよ)                                                                       | 21 de novembre de 2012 | 2                           | 1                       | Or                    | 5th Dimension           |                       |                       |
| 10                                 | "Gounn" (GOUNN) | 6 de novembre de 2013  | 2                           | 2                       |                       | —                       |                       |                       |
| 11                                 | "Naite mo Iin Da yo" (泣いてもいいんだよ, "It's Okay to Cry")                                                                           | 8 de maig de 2014      | 1                           | 2                       |                       | Amaranthus              |                       |                       |
| 12                                 | "Moon Pride" (MOON PRIDE) | 30 de juliol de 2014   | 3                           | 3                       |                       | Hakkin no Yoake         |                       |                       |
| 13                                 | "Yume no Ukiyo ni Saite Mi na" (夢の浮世に咲いてみな) - collaboration single released under the alias of Momoiro Clover Z vs KISS       | 28 de gener de 2015    | 2                           | —                       |                       | Hakkin no Yoake         |                       |                       |
| 14                                 | "Seishunfu" (青春賦) | 11 de març de 2015     | 4                           | 4                       |                       | Amaranthus              |                       |                       |
| 15                                 | "Z no Chikai" (「Z」の誓い, "The Oath of Z")                                                                                            | 29 d'abril de 2015     | 4                           | 5                       |                       | Hakkin no Yoake         |                       |                       |
| 16                                 | "The Golden History" (ザ・ゴールデン・ヒストリー)                                                                                       | 7 de setembre de 2016  | 2                           | 4                       |                       |                         |                       |                       |
| 17                                 | "Blast" (BLAST) | 2 d'agost de 2017      | 3                           |                         |                       |                         |                       |                       |

*  "Ikuze! Kaitō Shōjo ~Special Edition~" (行くぜっ！怪盗少女 ～Special Edition～) el 2012

### Àlbums
| Nº | Àlbum | Posició                    | Certificació (RIAJ) |
| Nº | Àlbum | Oricon Weekly Albums Chart | Certificació (RIAJ) |
| -- | --- | -------------------------- | ------------------- |
| 1  | Battle and Romance (バトル アンド ロマンス, Batoru ando Romansu) - Data de llançament: 27 de juliol de 2011 - Discogràfica: Starchild / King Records (KICS-91678 (Limited A), KICS-91679 (Limited B), KICS-1678 (Regular)) | 3 2*                       | Or                  |
| 2  | 5th Dimension (5TH DIMENSION, Fifusu Dimenshon) - Data de llançament: 10 d'abril de 2013 - Discogràfica: Starchild / King Records                                                                                          | 1                          | Platí               |
| –  | Iriguchi no Nai Deguchi (入口のない出口) - Recopilació de totes les cançons independents del grup - Data de llançament: 5 de juny de 2013 - Discogràfica: SDR (Stardust Records)                                           | 2                          |                     |
| 3  | Amaranthus (AMARANTHUS, Amaransasu) - Data de llançament: 17 de febrer de 2016 - Discogràfica: Starchild / King Records | 2                          |                     |
| 4  | Hakkin no Yoake (白金の夜明け) - Data de llançament: 17 de febrer de 2016 - Discogràfica: Starchild / King Records | 1                          |                     |

*  el 2016

## Videografia

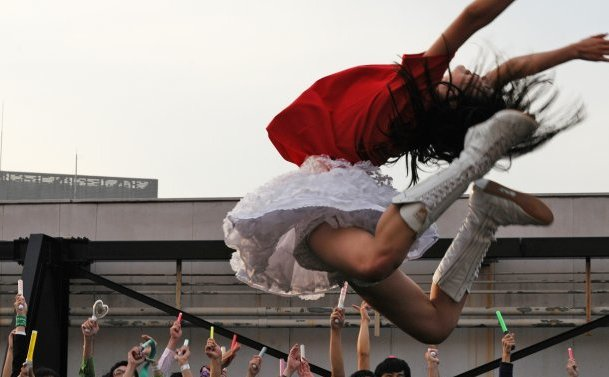
"Ikuze! Kaitō Shōjo"

| Senzill #                          | Títol                                                            | Vídeo oficial a YouTube |
| Senzills independents              | Senzills independents                                            | Senzills independents   |
| ---------------------------------- | ---------------------------------------------------------------- | ----------------------- |
| 1                                  | "Momoiro Punch"                                                  |                         |
| 2                                  | "Mirai e Susume!"                                                |                         |
| Senzills amb una gran discogràfica |                                                                  |                         |
| 1                                  | "Ikuze! Kaitō Shōjo"                                             | vegeu el vídeo          |
| 2                                  | "Pinky Jones"                                                    | vegeu el vídeo          |
| 2                                  | "Coco Natsu" (ココ☆ナツ)                                         |                         |
| 2                                  | "Kimi to Sekai" (キミとセカイ)                                   |                         |
| 3                                  | "Mirai Bowl"                                                     | vegeu el vídeo          |
| 3                                  | "Chai Maxx"                                                      | vegeu el vídeo          |
| 4                                  | "Z Densetsu: Owarinaki Kakumei"                                  | vegeu el vídeo          |
| 5                                  | "D' no Junjō"                                                    | vegeu el vídeo          |
| 6                                  | "Rōdō Sanka"                                                     | vegeu el vídeo          |
| 6                                  | "Santa-san" (サンタさん)                                         | vegeu el vídeo          |
| 7                                  | "Mōretsu Uchū Kōkyōkyoku Dai 7 Gakushō "Mugen no Ai""            | vegeu el vídeo          |
| 8                                  | "Otome Sensō"                                                    | vegeu el vídeo          |
| 8                                  | "PUSH"                                                           | vegeu el vídeo          |
| 8                                  | "Mite Mite Kocchichi" (vídeo coreogràfica) (みてみて☆こっちっち) | vegeu el vídeo          |
| 9                                  | "Saraba, Itoshiki Kanashimitachi yo"                             | vegeu el vídeo          |
| 9                                  | "Wee-Tee-Wee-Tee"                                                | vegeu el vídeo          |
| 1r àlbum                           | "Neo STARGATE"                                                   | vegeu el vídeo          |
| 1r àlbum                           | "BIRTH Ø BIRTH"                                                  | vegeu el vídeo          |
| 10                                 | "GOUNN"                                                          | vegeu el vídeo          |

## Premis
| Any  | Premi                             | Categoria         | Treball                              | Resultat  |
| ---- | --------------------------------- | ----------------- | ------------------------------------ | --------- |
| 2012 | 4th CD Shop Awards                |                   | Battle and Romance                   | Guanyador |
| 2013 | 2013 MTV Video Music Awards Japan | Best Choreography | "Saraba, Itoshiki Kanashimitachi yo" | Guanyador |